# Achilixius bakeri
Achilixius bakeri är en insektsart som beskrevs av  1989. Achilixius bakeri ingår i släktet Achilixius och familjen Achilixiidae. Inga underarter finns listade i Catalogue of Life.